# Congé-sur-Orne
Congé-sur-Orne là một xã thuộc tỉnh Sarthe trong vùng Pays-de-la-Loire tây bắc nước Pháp. Xã này nằm ở khu vực có độ cao từ 53 - 73 mét trên mực nước biển.

## Hình ảnh

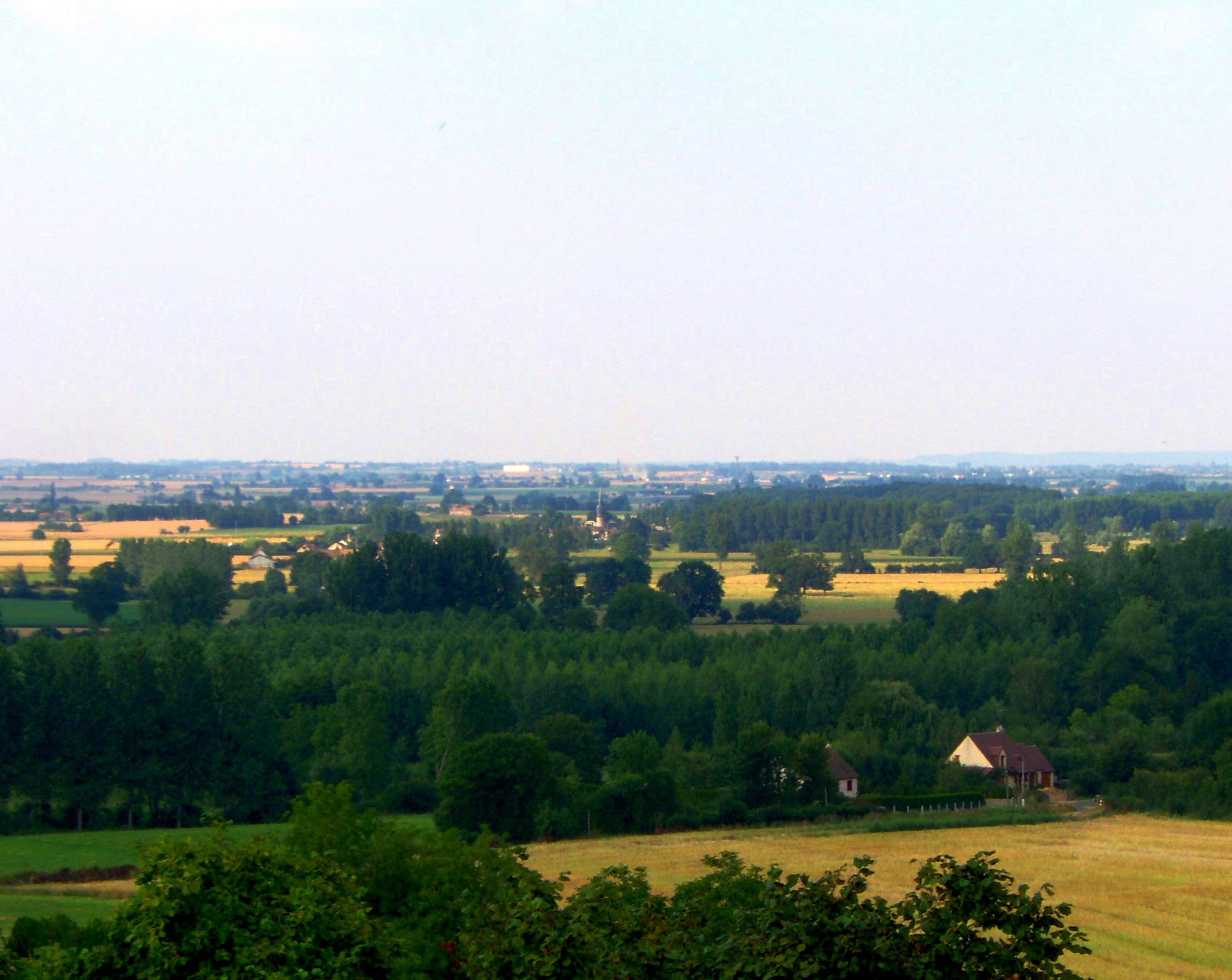
Congé-sur-Orne nhìn từ sườn đồi Ballon
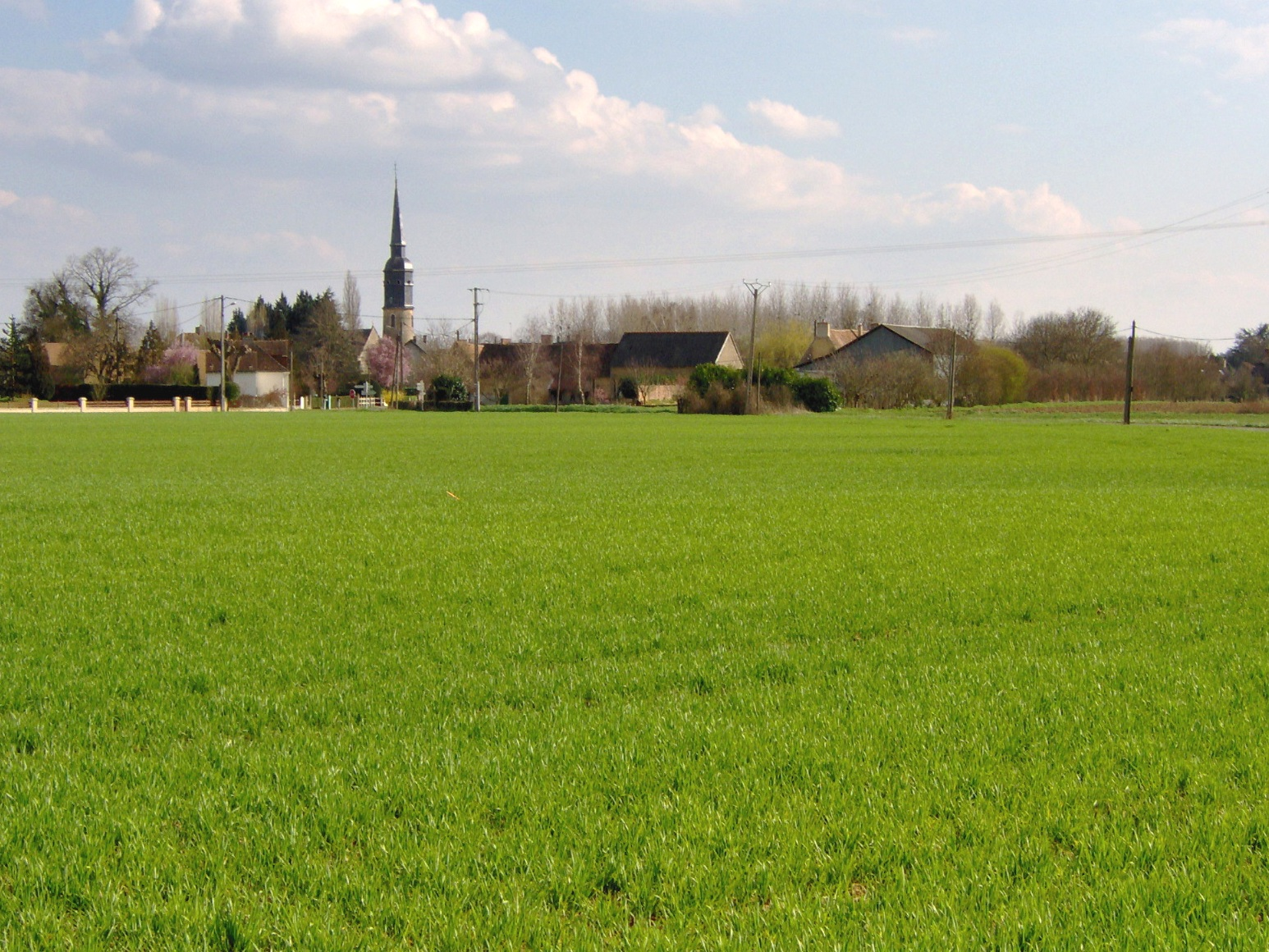
Congé-sur-Orne nhìn từ đường Dangeul
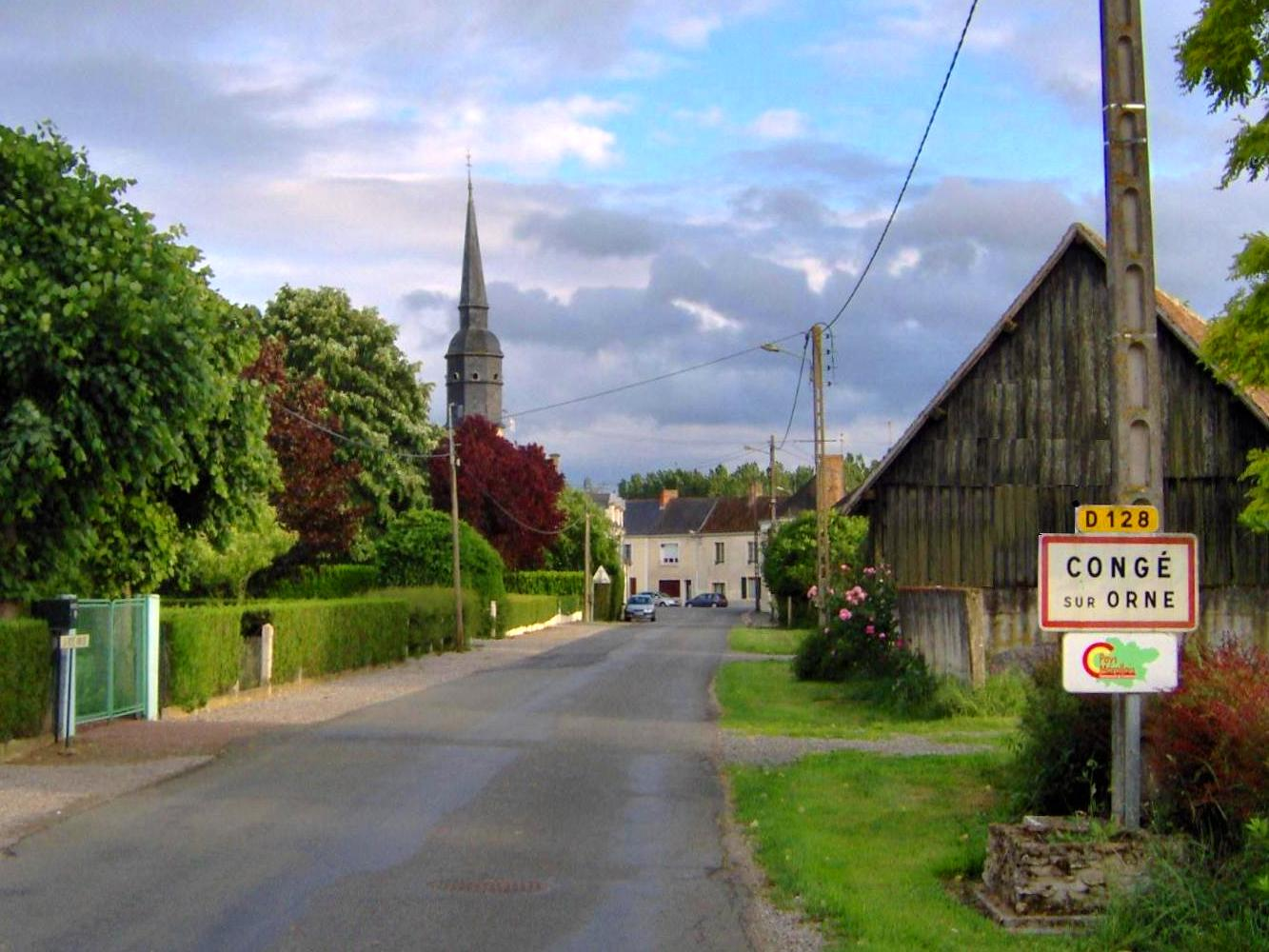
Đi vào 'bourg.'
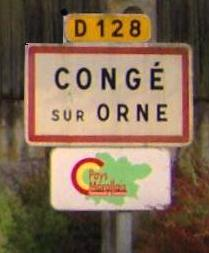
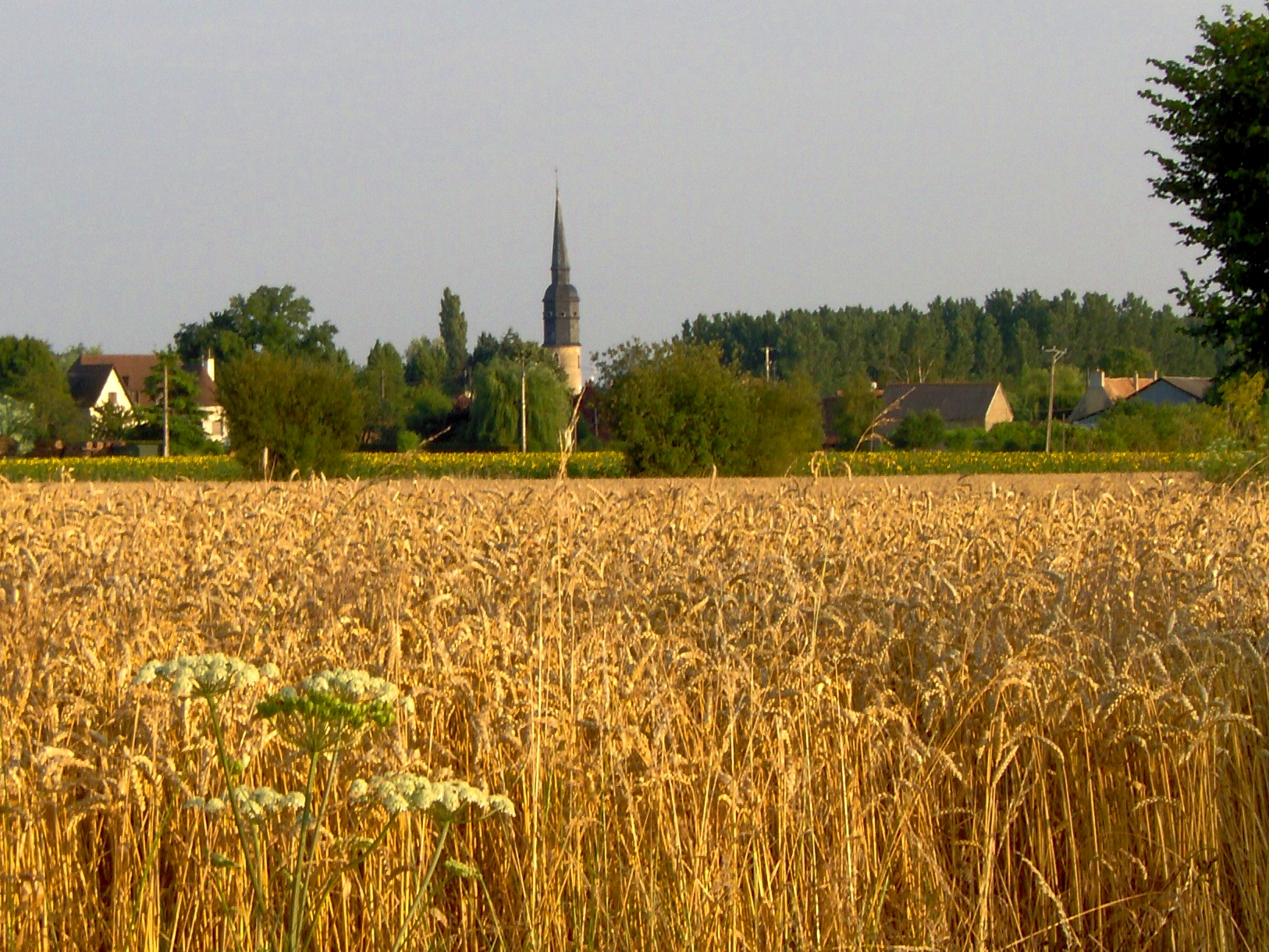
Congé-sur-Orne nhìn từ đường Dangeul
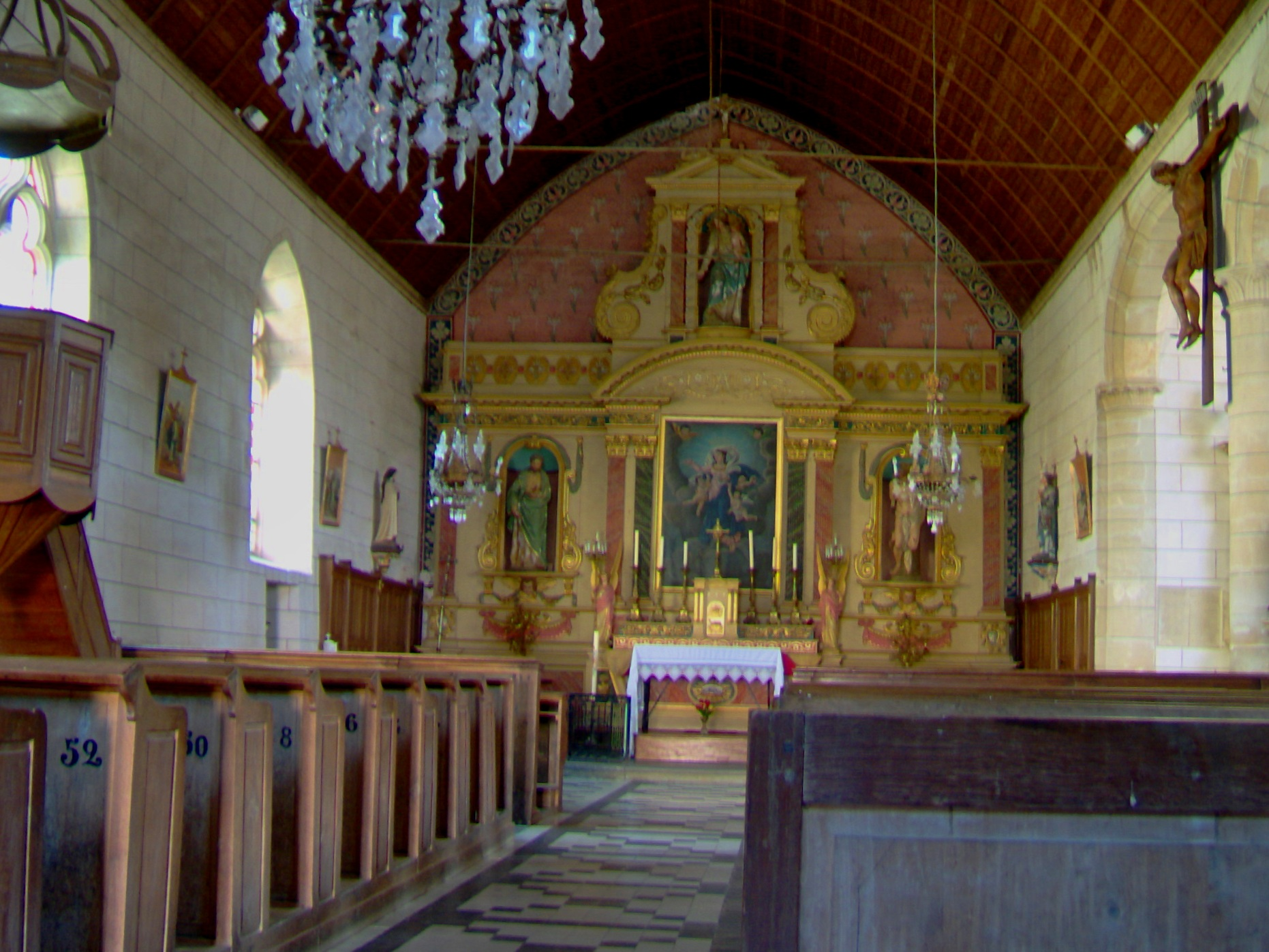
Giáo đường
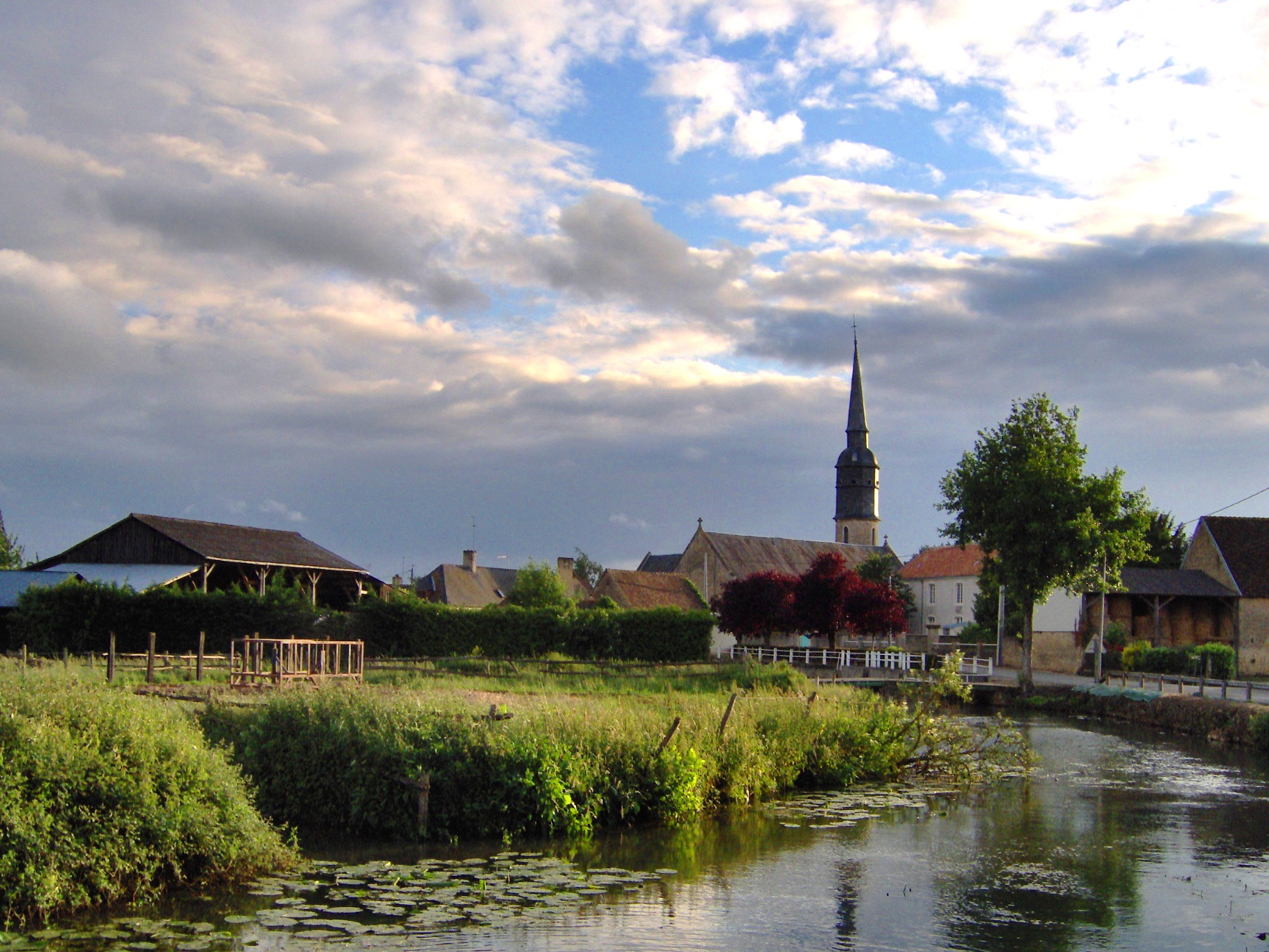
Sông Orne